# 飞鹰号鱼雷炮舰
“飞鹰”号鱼雷炮舰是一艘曾服役于清朝新式海军以及中華民國海軍旗下的鱼雷炮舰。该舰于1895年在德国伏尔铿船厂下水，1896年交付清政府。入役后，该舰最初被划分到北洋水师旗下，1909年，飞鹰舰又被编入巡洋舰队并巡查东沙群岛以考证对其的主权。辛亥革命爆发后，本舰投入革命阵营。1917年，该舰随程璧光指挥南下加入护法舰队。1932年，该舰在国民革命军内战的空袭中于海口沉没。

## 设计
19世纪末在驱逐舰普及之前，以鱼雷为作战武器而广为人知的小型高速舰种被称为鱼雷炮舰，后来被归类为驱逐舰。据推测，本舰设计参考自同时期的德国巡洋舰“格爱富”号。
本舰采用钢制船体，全长79米，舷宽8.71米，吃水深4米。配备两根桅杆，排水量达到850公噸（837長噸）。为获得良好的抗波性能，舰艏采用龟背式凸起的甲板。动力方面使用8座亚罗型水管锅炉输出5500匹的马力，驱动2台立式蒸汽机带动2具螺旋桨以达到22节的速度，因此安装有4根烟囱。 
本舰武装包括船首和舰尾各配备1门4英寸（102）单装速射炮作为主炮，此外还配备有6门6磅速射炮和4门1磅速射炮作为副炮。除了上层甲板上的3具鱼雷发射器外，还配备了3组长杆鱼雷。

## 舰历
本舰1895年8月17日在德国伏尔铿造船厂下水，1895年竣工，於1895年12月抵達香港。原本是一艘为西班牙海军建造的舰只。彼时，因中日甲午战争的缘故，清政府急需加强北洋水师的战力。为此，李鸿章委托驻德公使许景澄以200万两白银从伏尔铿船厂收购了本舰，并更名为“飞鹰”号。
被清政府接收后，“飞鹰”号被划归于重建的北洋水师第一舰队。1898年9月，本舰曾参与追击因戊戌变法失败而乘坐日本商船“重庆”号从大沽口出逃的康有为。但舰长刘冠雄以轮机故障为由中途折返，放过了维新党人。1909年清政府统编全国海军舰只时，本舰被编入巡洋舰队。同年3月2日（2月11日），应广东水师提督李准的要求，“飞鹰”号对东沙群岛进行巡视。此举是对日本殖民者西泽吉治占领东沙群岛伤害中国渔民一案的回应。同年10月，经“飞鹰”号调查后的结果，两国进行了外交谈判，并最终确认了清政府对东沙群岛的主权。 
辛亥革命爆发后，本舰参加了镇江的起义并在民国政府成立后被编入海军第一舰队。1916年6月（民国5年）民国成立后的护国战争期间，海军司令李鼎新起义反对袁世凯，并在上海港参加了护国政府支持的舰队行动。1917年7月第一次护法运动开始时，该舰在舰长李国堂的指挥下，与防护巡洋舰“海圻”号一起接受海军总长程璧光的领导，脱离北京政府南下广东加入广东军政府旗下的西南护法舰队。1923年12月西南护法舰队主力回归北京政府时，“飞鹰”号仍留在广东省，与“永丰”号炮舰一起成为广东海军主力。当实现全国统一的南京国民政府派出陳濟棠统领广东省时，广东海军重组为国民革命军海军第四舰队，“飞鹰”号也被划入第四舰队。
1931年5月，陳濟棠宣布脱离蒋介石领导的南京国民政府，成立广州国民政府。然而，支持蒋介石政府的广东海军总司令陈策于1932年5月将舰队集结在海南岛与陈济棠政府对峙。“飞鹰”号也按计划部署在海口，但在同年7月7日在海口遭广东政府空军飞机轟炸后沉没。

## 脚注

### 引文
1. 1 2 3 4  陈悦 2015，第204-205頁
2. 1 2 3 4 5 6 7 8 9 10  陈悦 2015，第205頁
3. 1 2  包 1970，第893頁
4. 1 2 3 4 5 6 7 8 9 10 11  Chesneau 1979，第401頁
5. 1 2 3 4 5 6 7 8 9  陈悦 2015，第204頁
6. ↑  日本海人社 & 德国巡洋舰史，第18頁
7. ↑  馬幼垣 2009，第293頁
8. ↑  包 1970，第857-858頁
9. 1 2 3  平岡昭利 2011，第12頁
10. ↑  長谷川亮一 2011，第181-182頁
11. ↑  横山 2002，第54頁
12. ↑  包 1970，第890-891頁
13. ↑  横山 2002，第52頁
14. ↑  横山 2002，第130頁
15. 1 2 3 4  横山 2002，第192-193頁
16. ↑  陈悦 2015，第208頁